# Ljubow Klotschko
Ljubow Klotschko (ukrainisch Любов Клочко, engl. Transkription Lyubov Klochko; * 26. September 1959) ist eine ehemalige ukrainische Marathonläuferin.
Zunächst für die Sowjetunion startend, gewann sie 1987 die Premiere des Bila-Zerkwa-Marathons. Auf dem ca. 300 Meter zu kurzen Kurs erzielte sie eine Zeit von 2:25:25 h. Im Jahr darauf gewann sie den Calvià-Marathon, und 1989 wurde sie in Bila Zerkwa mit ihrer persönlichen Bestzeit von 2:28:47 h sowjetische Meisterin und siegte beim Tokyo International Women’s Marathon.
1990 kam sie beim London-Marathon auf den 13. Platz. Bei den Europameisterschaften in Split erreichte sie nicht das Ziel.
1991 wurde sie Sechste beim Berlin-Marathon und Dritte in Tokio. Im Jahr darauf gewann sie den Cleveland-Marathon, wurde Zweite beim Siberian International Marathon, Vierte in Berlin und siegte erneut in Calvià. 1993 gewann sie den Los-Angeles-Marathon, verteidigte ihren Titel in Cleveland und wurde Zweite beim Hokkaidō-Marathon. 1994 folgte dem dritten Sieg in Folge in Cleveland erneut ein vorzeitiges Aus bei den Europameisterschaften in Helsinki, bei der sie nun für die Ukraine startete.
Einem dritten Platz in Los Angeles 1995 folgte 1996 ebendort ein erneuter Sieg und ein dritter Platz in Cleveland. Bei den Olympischen Spielen in Atlanta gab sie auf.
1997 wurde sie Zweite in Cleveland und gewann den Detroit-Marathon sowie den Columbus-Marathon.